# Kanton La Barthe-de-Neste
Kanton La Barthe-de-Neste (francouzsky Canton de la Barthe-de-Neste) je francouzský kanton v departementu Hautes-Pyrénées v regionu Midi-Pyrénées. Tvoří ho 19 obcí.

## Obce kantonu
- Asque
- Avezac-Prat-Lahitte
- La Barthe-de-Neste
- Batsère
- Bazus-Neste
- Bulan
- Escala
- Esparros
- Espèche
- Gazave
- Hèches
- Izaux
- Labastide
- Laborde
- Lomné
- Lortet
- Mazouau
- Montoussé
- Saint-Arroman